# Fontus
Fontus també anomenat Fons, va ser, segons la mitologia romana, un déu relacionat amb les fonts.
Se'l considera fill de Janus, però no hi ha llegendes sobre ell. Tenia un temple a Roma a tocar de la Porta Fontinalis, a la Muralla Serviana, al nord del Capitoli. S'ensenyava un altar consagrat a Fontus al peu del Janícul, no gaire lluny d'on es deia que estava enterrat Numa. La seva festa, que duia per nom Fontinàlia, era la festa de les fonts.